# 3738 Ots
3738 Ots (1977 QA1) là một tiểu hành tinh vành đai chính được N. Chernykh phát hiện ngày 19 tháng 8 năm 1977 ở Nauchnyj. Tiểu hành tinh mang tên ca sĩ opera của Estonia là Georg Ots.